# Gastón García
Darío Osvaldo Gastón García Aguilar (Rosario, 20 de julio de 1968) es un deportista argentino que compitió en judo. Ganó tres medallas en los Juegos Panamericanos entre los años 1991 y 1999, y cinco medallas en el Campeonato Panamericano de Judo entre los años 1988 y 1997.
Participó en cuatro Juegos Olímpicos de Verano entre los años 1988 y 2000, su mejor actuación fue un quinto puesto logrado en Atlanta 1996 en la categoría de –78 kg.

## Palmarés internacional
| Juegos Panamericanos    | Juegos Panamericanos      | Juegos Panamericanos | Juegos Panamericanos |
| Año                     | Lugar                     | Medalla              | Categoría            |
| ----------------------- | ------------------------- | -------------------- | -------------------- |
| 1991                    | La Habana (Cuba)          | Medalla de bronce    | –78 kg               |
| 1995                    | Mar del Plata (Argentina) | Medalla de oro       | –78 kg               |
| 1999                    | Winnipeg (Canadá)         | Medalla de bronce    | –81 kg               |
| Campeonato Panamericano |                           |                      |                      |
| Año                     | Lugar                     | Medalla              | Categoría            |
| 1988                    | Buenos Aires (Argentina)  | Medalla de plata     | –78 kg               |
| 1990                    | Caracas (Venezuela)       | Medalla de bronce    | –78 kg               |
| 1992                    | Hamilton (Canadá)         | Medalla de bronce    | –78 kg               |
| 1994                    | Santiago de Chile (Chile) | Medalla de oro       | –78 kg               |
| 1997                    | Guadalajara (México)      | Medalla de plata     | –78 kg               |